# Gerry O'Sullivan
Gerry O'Sullivan (10 avril 1936 – 5 août 1994) est un homme politique du Parti travailliste irlandais de Cork. Il est membre de longue date du conseil municipal de Cork et est lord-maire de Cork de 1986 à 1987.

## Biographie
O'Sullivan est élu au Dáil Éireann aux élections générales de 1989 en tant que député travailliste pour Cork North-Central après avoir dominé le scrutin. Il est réélu aux élections générales de 1992, obtenant 10 008 votes de première préférence, de nouveau en tête du scrutin.
En janvier 1993, après la formation d'un gouvernement de coalition Fianna Fáil -Travailliste, il est nommé ministre d'État au ministère de la Marine (avec une responsabilité particulière pour la sécurité du développement portuaire en mer et la pêche intérieure).
Il est décédé en fonction en août 1994 des suites d'une courte maladie. L'élection partielle pour son siège a lieu le 10 novembre 1994 et est remportée par Kathleen Lynch de la Gauche démocratique.
En 1996, le port de Cork met en service un nouveau remorqueur et navire pilote de 30 m et 176 tonnes qui est baptisé MT Gerry O'Sullivan en son honneur. Le bateau est généralement amarré à Cobh ou à Ringaskiddy.